# Guo Jia

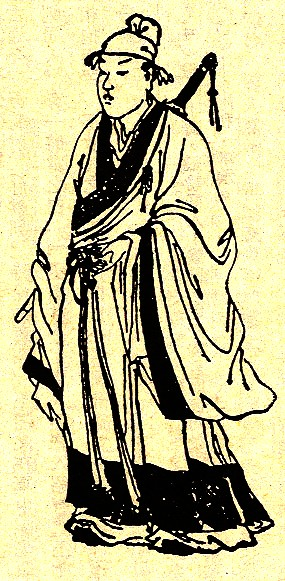
Guo Jia

Guo Jia (chinesisch 郭嘉, Pinyin Guō Jiā; * 170 in Yangzhai, Yingchuan (heute Yuzhou, Henan); † 207), Großjährigkeitsname Fengxiao (chinesisch 奉孝, Pinyin Fèngxiào), war ein Berater des Kriegsherrn Cao Cao in der späten östlichen Han-Dynastie. 
Während seiner elfjährigen Dienstzeit hat er Cao Cao durch seinen Scharfsinn und seine Weitsicht unterstützt. Seine Strategien waren ursächlich für Caos Triumphe über seine Rivalen Lü Bu und Yuan Shao. Er hat zum Beispiel bereits vier Jahre vor Cao Caos Sieg über Yuan Shao bei der Schlacht von Guandu vorhergesagt, dass Cao Cao gewinnen könne, wenn der die 10 Vorteile herausstelle, die er über seinen Gegner habe.
| Personendaten    | Personendaten                                                                     |
| ---------------- | --------------------------------------------------------------------------------- |
| NAME             | Guo Jia                                                                           |
| ALTERNATIVNAMEN  | Fengxiao (Großjährigkeitsname)                                                    |
| KURZBESCHREIBUNG | chinesischer Berater des Kriegsherrn Cao Cao in der späten östlichen Han-Dynastie |
| GEBURTSDATUM     | 170                                                                               |
| GEBURTSORT       | Yangzhai, Yingchuan (heute Yuzhou, Henan)                                         |
| STERBEDATUM      | 207                                                                               |